# Xanthoria parietina
Xanthoria parietina, auch als Gewöhnliche Gelbflechte bezeichnet, ist eine blattförmige Flechte.

## Beschreibung

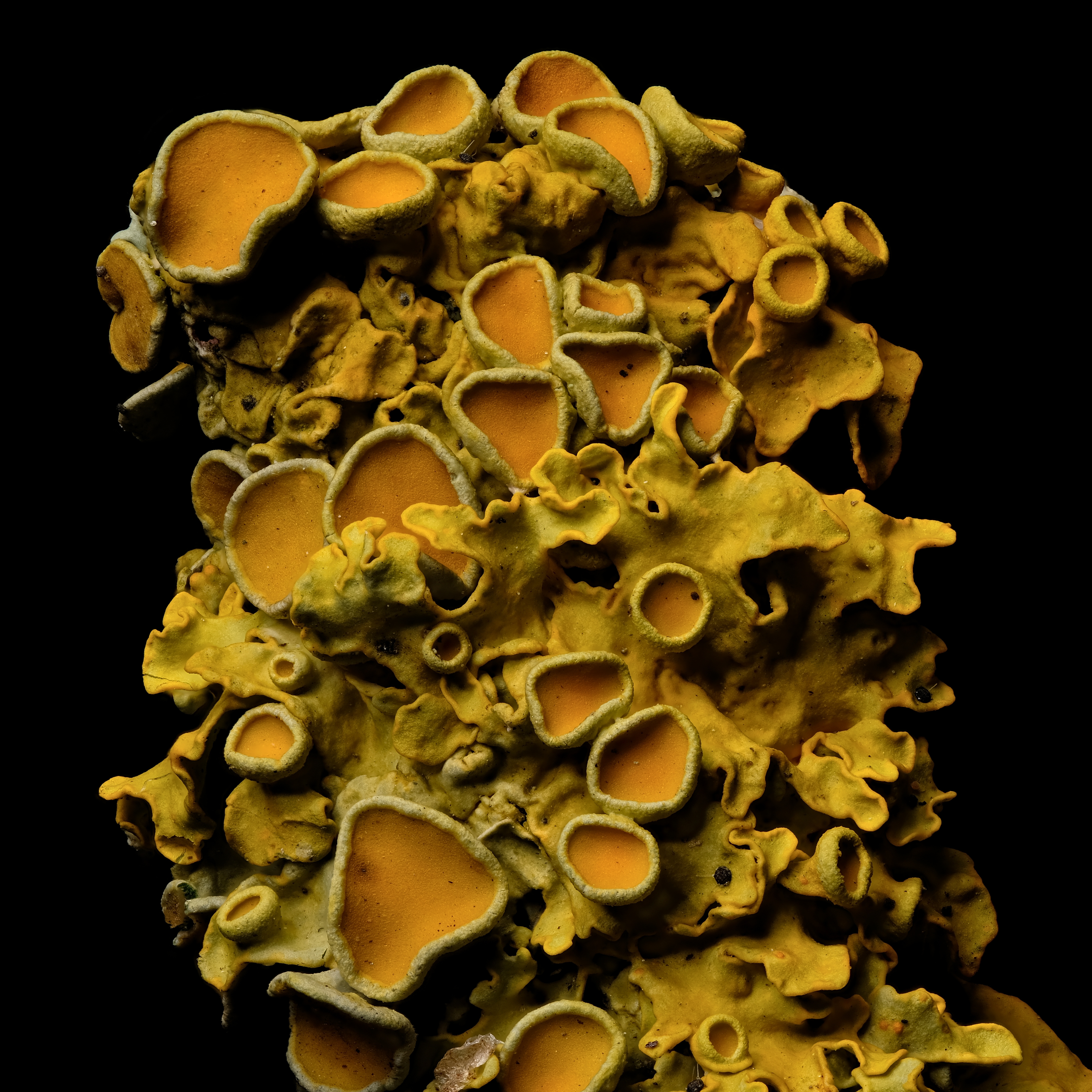
Detailansicht des Bewuchses an einem Zweigende

Struktur von Parietin – orange-farbiges Pigment der Gewöhnlichen Gelbflechte

Die Gewöhnliche Gelbflechte ist eine gelbe, breitlappige Blattflechte. Sie besitzt Apothecien und ist nicht sorediös.
Das Lager bildet bis zu 10 Zentimeter große Rosetten aus. Die Lappen sind flach bis leicht konkav, 1 bis 5 Millimeter breit, gegen die Enden verbreitert bis abgerundet sowie anliegend und einander mehr oder weniger überlappend. Die Oberseite ist glatt bis runzelig und orangegelb, dottergelb bis gelblichgrün, nach Norden bzw. im Schatten wird sie grüner oder bekommt einen Grauton. Die Unterseite weist wenige, einfache, helle Rhizinen auf und ist weißlich. Die Apothecien sind fast immer vorhanden. Sie sind bis 4 Millimeter groß, sitzend bis schwach gestielt und weisen einen deutlichen Lagerrand auf. Sie sind gehäuft in der Lagermitte zu finden. Die Scheibe ist orange und dunkler. Sowohl der Thallus als auch die Apothecien reagieren weinrot mit Kalilauge.
Die äußere Schicht der Flechte (Cortex) besteht aus dicht gepackten Hyphen, die das Lager gegen Wasserverlust infolge Verdunstung wie auch gegen starke Strahlung schützen. Die Dicke des Lagers variiert mit dem Habitat, in dem die Gewöhnliche Gelbflechte wächst: An schattigen Stellen ist das Lager viel dünner als an Stellen, die dem vollen Sonnenlicht ausgesetzt sind. Dadurch werden die Algenpartner geschützt, da sie keine hohen Lichtintensitäten vertragen. Die gelbe Farbe wird durch das Anthrachinon Parietin hervorgerufen, das in Form winziger Kristalle in der obersten Schicht des Cortex eingebettet ist. Die Parietin-Synthese wird sowohl durch UV-Strahlung als auch durch die Algenpartner gefördert.

## Algenpartner
Die Photobionten (Algenpartner) der Gewöhnlichen Gelbflechte sind Grünalgen aus der Gattung Trebouxia, u. a. Trebouxia arboricola und Trebouxia irregularis. Diese beiden Grünalgen kommen auch frei in der Natur vor. Eine Studie zeigte, dass die Algen etwa 7 % des Thallus-Volumens einnehmen.

## Fortpflanzung und Ausbreitung
Da die Gewöhnliche Gelbflechte keine vegetativen Ausbreitungsorgane (Soredien und Isidien) entwickelt hat, muss die Symbiose zwischen Pilz und Algen in jedem Reproduktionszyklus neu geschaffen werden. Dafür scheinen die zwei Hornmilbenarten Trhypochtonius tectorum und Trichoribates trimaculatus verantwortlich zu sein, die auf der Gewöhnlichen Gelbflechte leben. In ihrem Kot finden sich sowohl Ascosporen als auch Algenzellen. Man nimmt an, dass die Ausbreitung der Gewöhnlichen Gelbflechte durch diesen Kot erfolgt.

## Standort und Verbreitung
Die Blattflechte ist charakteristisch für stark gedüngte Orte. Meist ist sie an der Borke von Laubbäumen anzutreffen, wächst bei hoher Verfügbarkeit an Nährstoffen aber auch auf Mauern, Betonplatten, Steinen oder gar auf verrostetem Blech.
Die Gewöhnliche Gelbflechte ist weit verbreitet. In Deutschland bildet sie aufgrund des Stickstoffeintrags im Luftraum (eutrophierende Immissionen, Staubanflug) seit ca. 1990 bis 2000 Massenvegetation. Sie findet sich in ganz Europa mit Ausnahme der Arktis, in Nordamerika, Asien, Afrika und Australien.

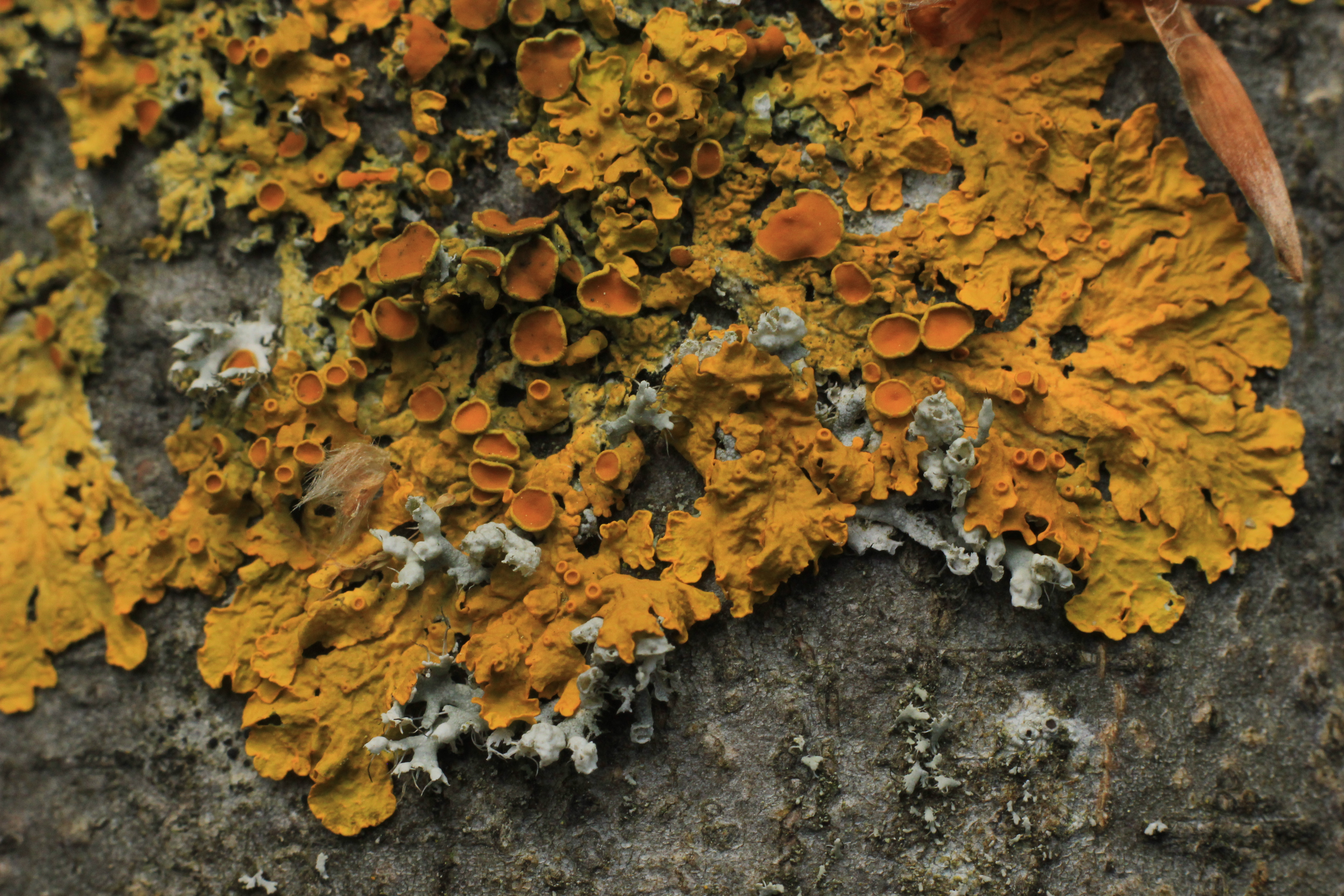
Gewöhnliche Gelbflechte auf einem Buchenstamm
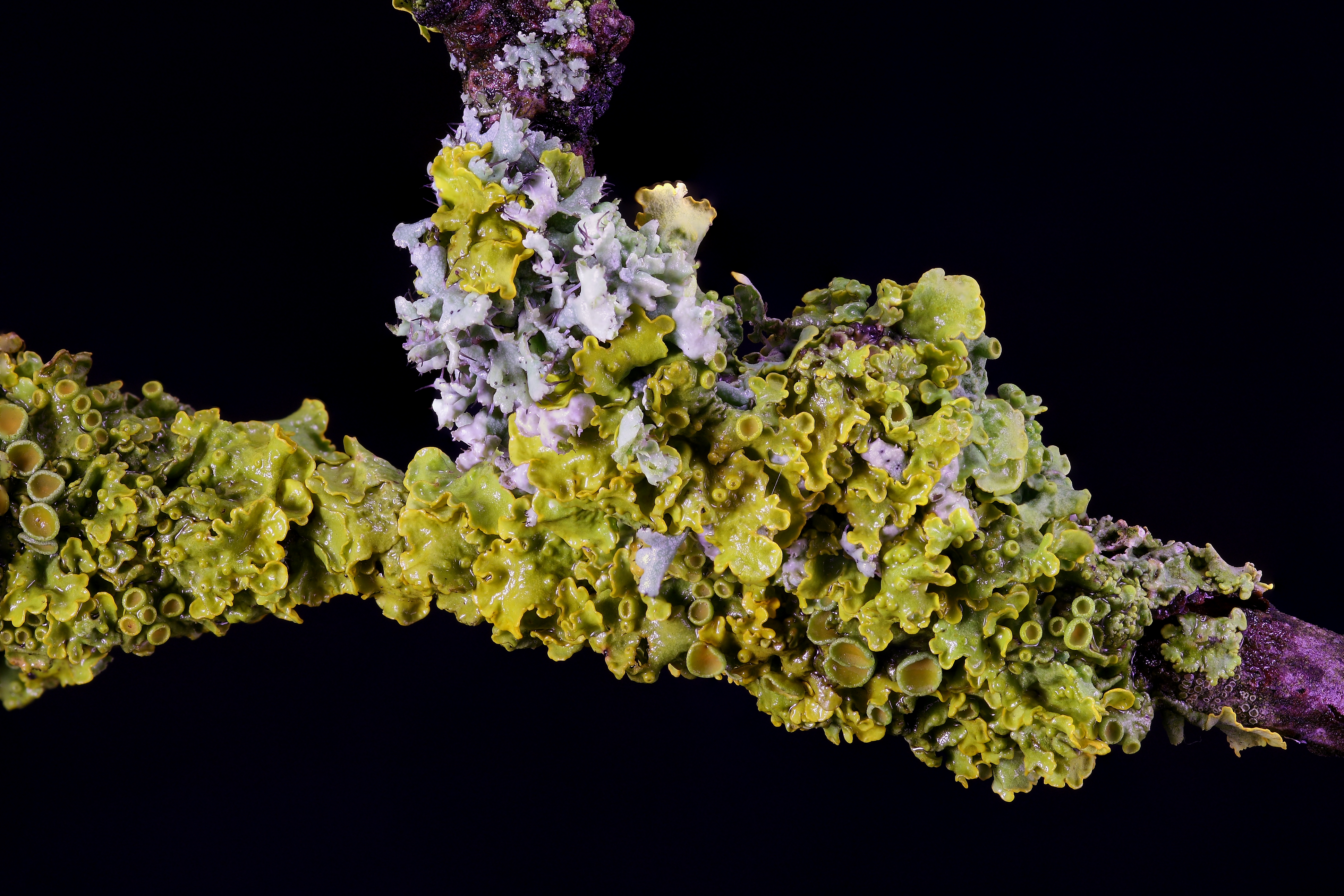
Die Gewöhnliche Gelbflechte an einem Kirschholzzweig
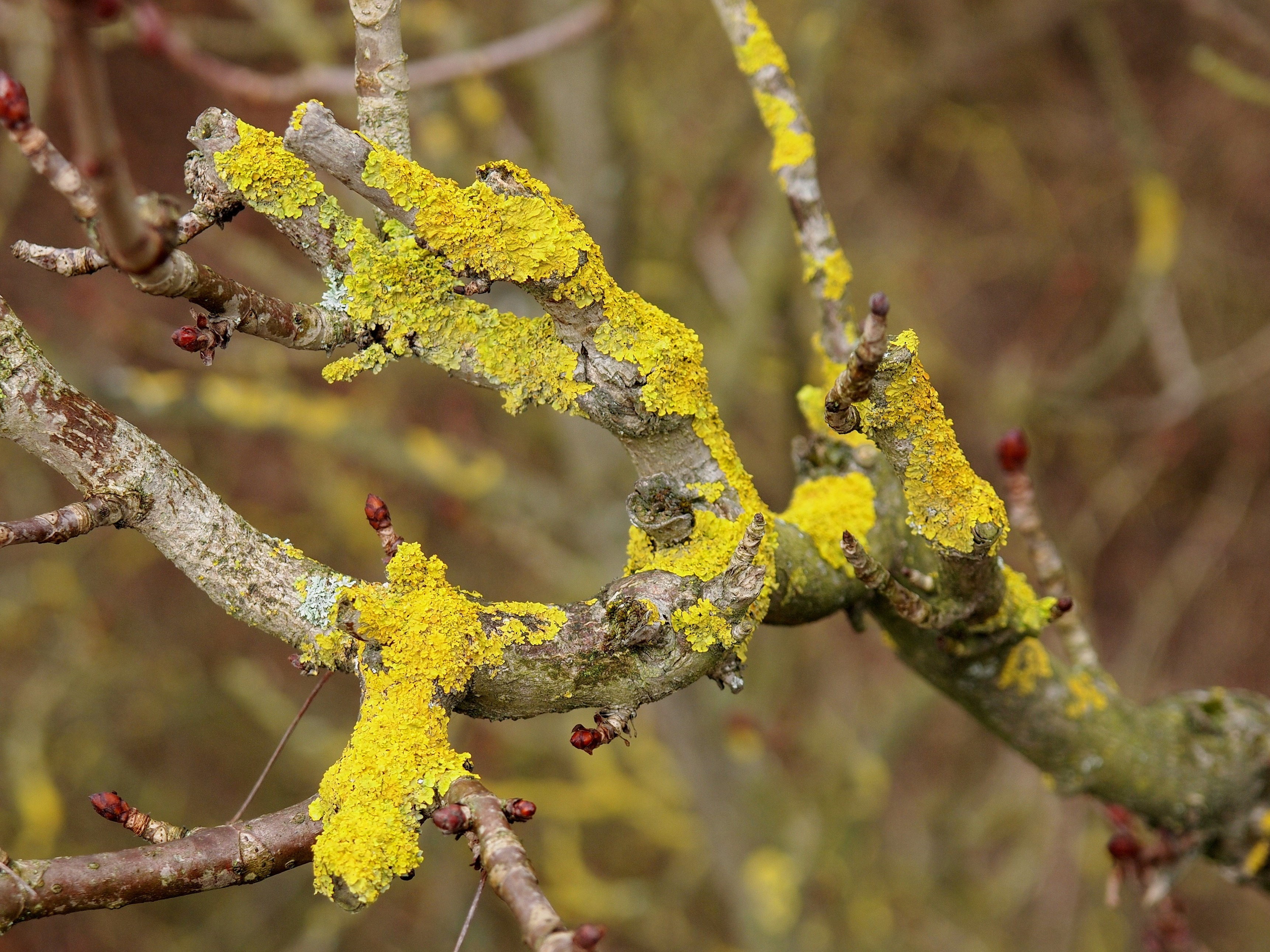
Gewöhnliche Gelbflechte auf einer Rosskastanie

## Bedeutung als Nahrungsgrundlage (Auswahl)
Die Raupen folgender Schmetterlingsarten sind von der Flechte als Nahrungsquelle abhängig:
- Elfenbein-Flechtenbärchen (Cybosia mesomella)
- Kleiner Flechtenbär (Setina aurita)
- Gewöhnlicher Flechtenbär (Eilema complana)
- Rosaroter Flechtenbär (Miltochrista miniata)
- Rotkragen-Flechtenbärchen (Atolmis rubricollis)
- Trockenwiesen-Flechtenbär (Eilema lutarella)
- Vierpunkt-Flechtenbärchen (Lithosia quadra)

## Systematik
Carl von Linné lieferte 1753 die Erstbeschreibung der Gewöhnlichen Gelbflechte als Lichen parietinus. Das Artepitheton kommt vom lateinischen Wort paries, parietis für (Haus-)Mauer. Theodor Magnus Fries stellte 1861 diese Art in die Gattung Xanthoria.

## Besonderheiten

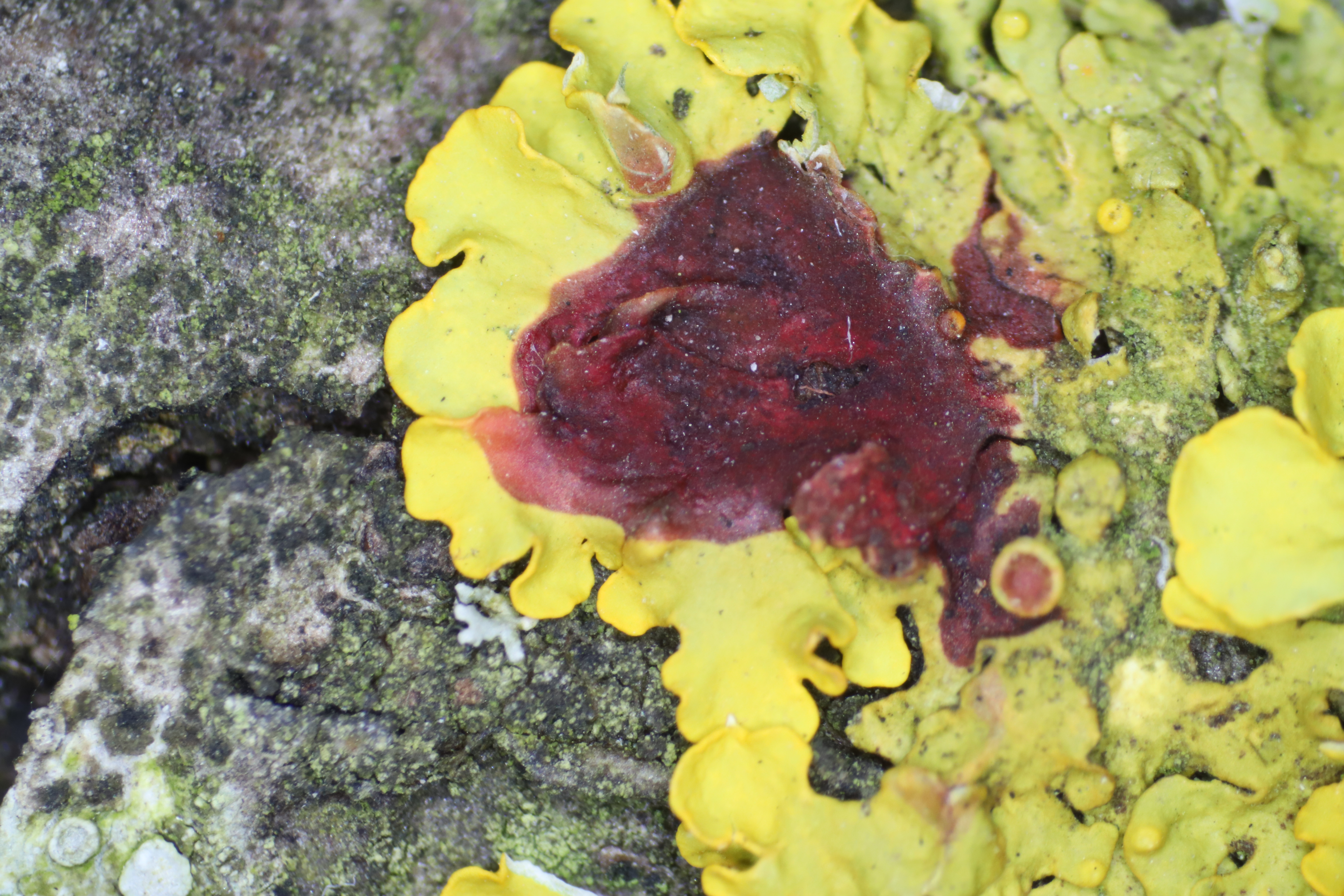
Gewöhnliche Gelbflechte: weinrote Reaktion des Thallus mit Kalilauge

Die Gewöhnliche Gelbflechte ist häufig in Gebieten mit intensiver Tierhaltung anzutreffen, da sie von der hohen Belastung der Luft an Stickstoffverbindungen profitiert. Sie gehört zu den wenigen Flechten, die sich in den letzten Jahren sehr rasch ausbreiten. Sie ist sehr tolerant gegenüber Luftverschmutzung, sowohl in Bezug auf Bisulfite wie auch auf Schwermetalle. Daher wurde die Gewöhnliche Gelbflechte verschiedentlich zum Biomonitoring eingesetzt.
Ein wässriger Extrakt der Gewöhnlichen Gelbflechte hat gute antivirale Eigenschaften. Er verhindert die Vermehrung des humanen Parainfluenzavirus vom Typ 2. Die Gewöhnliche Gelbflechte war als Lichen parietinus früher offizinell und wurde anstelle der Chinarinde gegen Malaria eingesetzt.
Diese Art wurde zur Flechte des Jahres 2004 gewählt.